# European Union Nature Information System
Het European Union Nature Information System (EUNIS) is een informatiesysteem en database van Europese habitattypes, met als doel om over heel de Europese Unie habitats op eenzelfde manier te identificeren en te benoemen, en daardoor op Europese schaal een interoperabele en homogene habitatmapping te verkrijgen. 
De classificatie is hiërarchisch en omvat alle in Europa bestaande habitats, natuurlijk en kunstmatig, terrestrisch, zoetwater en marien. Habitattypes worden geïdentificeerd door een specifieke code, een naam en een beschrijving die in alle Europese talen beschikbaar zijn. Herkenning van een specifiek habitat gebeurt op basis van indicatieve soorten, die op het veld herkenbaar zijn. Bij de database hoort een Interpretation Manual die de gebruikers daarbij moet helpen. 
EUNIS wordt beheerd door de Europees Milieuagentschap. Het is de opvolger van CORINE Biotope (Coordination of information on the environment). Het systeem werd opgestart in 2001 en wordt regelmatig herzien naarmate nieuwe lidstaten tot de Europese Unie toetreden. De laatste grote herziening is van 2013 (EUR28). De huidige versie dateert van 2017 voor de terrestrische, en van 2019 voor de mariene habitats.
In het kader van de Europese wetgeving rond de habitatrichtlijn wordt van elke lidstaat verwacht dat zij op basis van deze lijst van Europese habitattypes een lokale lijst creëren, waarop nationale of gewestelijke natuurdoelstellingen kunnen geformuleerd worden. In Vlaanderen werden 44 habitattypes geselecteerd, in Nederland 51.